# Ignatij (Punin)
Ignatij (světským jménem: Igor Ivanovič Punin; * 17. dubna 1973, Brjansk) je ruský duchovní Ruské pravoslavné církve a emeritní biskup minusinský a kuraginský zbavený kněžství.

## Život
Narodil se 17. dubna 1973 v Brjansku.
Roku 1990 dokončil střední školu č. 46 v Brjansku a poté nastoupil na Smolenské duchovní učiliště (dnes Smolenský duchovní seminář). Studium dokončil o pět let později.
Od listopadu 1993 nastoupil do pozice referenta předsedy Oddělení vnějších církevních vztahů Moskevského patriarchátu.
Dne 23. března 1998 jej metropolita smolenský a kaliningradský Kirill (Gunďajev) postřihnul na monacha a přijal mnišské jméno Ignatij na počest svatého Ignáce Antiochijského. Dne 7. dubna stejného roku jej rukopoložil na hierodiakona a o rok později na jeromonacha.
Dne 1. ledna 1999 se stal sekretářem smolenské eparchie a v září stejného roku představeným chrámu svatého Jana Předchůdce při duchovním učilišti.
Dne 23. května 2001 byl ustanoven představeným smolenského chrámu Novomučedníků a vyznavačů ruských, od roku 2002 vedl pravoslavné centrum při tomto chrámu.
Na Velikonoce roku 2003 byl patriarchou moskevským Alexijem II. povýšen na igumena.
Dne 20. dubna 2005 jej Svatý synod zvolil biskupem vjazemským a vikářem smolenské eparchie. Dne 2. května byl povýšen na archimandritu a 6. července byl oficiálně jmenován biskupem.
Dne 7. července proběhla v chrámu Krista Spasitele v Moskvě jeho biskupská chirotonie. Světiteli byli patriarcha moskevský Alexij, metropolita krutický a kolomenský Juvenalij (Pojarkov), metropolita smolenský a kaliningradský Kirill (Gunďajev), metropolita kalužský a borovský Kliment (Kapalin), arcibiskup berlínský a německý Feofan (Halynskyj), arcibiskup tverský a kašinský Viktor (Olijnyk), arcibiskup majkopský a adygejský Panteleimon (Kutovoj), arcibiskup verejský Jevgenij (Rešetnikov), arcibiskup orechovo-zujevský Alexij (Frolov), biskup zarajský Merkurij (Ivanov), biskup stavropolský a vladikavkazský Feofan (Ašurkov), biskup baltijský Serafim (Melkoňan), biskup vídeňský a rakouský Ilarion (Alfejev) a biskup jegorjevský Mark (Golovkov).
Dne 31. března 2009 byl jmenován biskupem bronnickým a vikářem patriarchy moskevského a celé Rusi. Dne 9. dubna se stal představeným chrámu Narození Jana Předchůdce na Presně.
Dne 6. října 2010 byl ustanoven předsedou Synodního oddělení pro záležitosti mládeže a 22. března 2011 členem Vyšší církevní rady Ruské pravoslavné církve.
Dne 31. prosince 2011 jej patriarcha jmenoval správcem Západního vikariátu a dočasným správcem Východního vikariátu.
Dne 12. března 2013 byl ustanoven biskupem vyborgským a priozerským. Dne 16. března byl osvobozen od spravování Východního vikariátu a jmenován dočasným správcem Západního vikariátu.
Dne 28. října 2015 se stal představeným chrámů Krutického patriarchálního podvorje. O den později byl odvolán z funkce dočasného správce Západního vikariátu.
Dne 4. května 2017 byl osvobozen od funkce předsedy Synodního oddělení pro záležitosti mládeže a 22. května od funkce představeného chrámů.
Dne 24. srpna 2023 jej Svatý synod ustanovil biskupem minusinským a kuraginským.
Dne 13. března 2024 byl v souvislosti s obviněními s porušením pravidel při správě eparchie byl odvolán z funkce eparchiálního biskupa. Jeho případ byl předá Nejvyššímu církevnímu soudu. Dne 25. července 2024 ho Svatý synod zbavil kněžství a jako místo pobytu mu zvolil nižněnovgorodskou eparchii.